# Таншаньское землетрясение

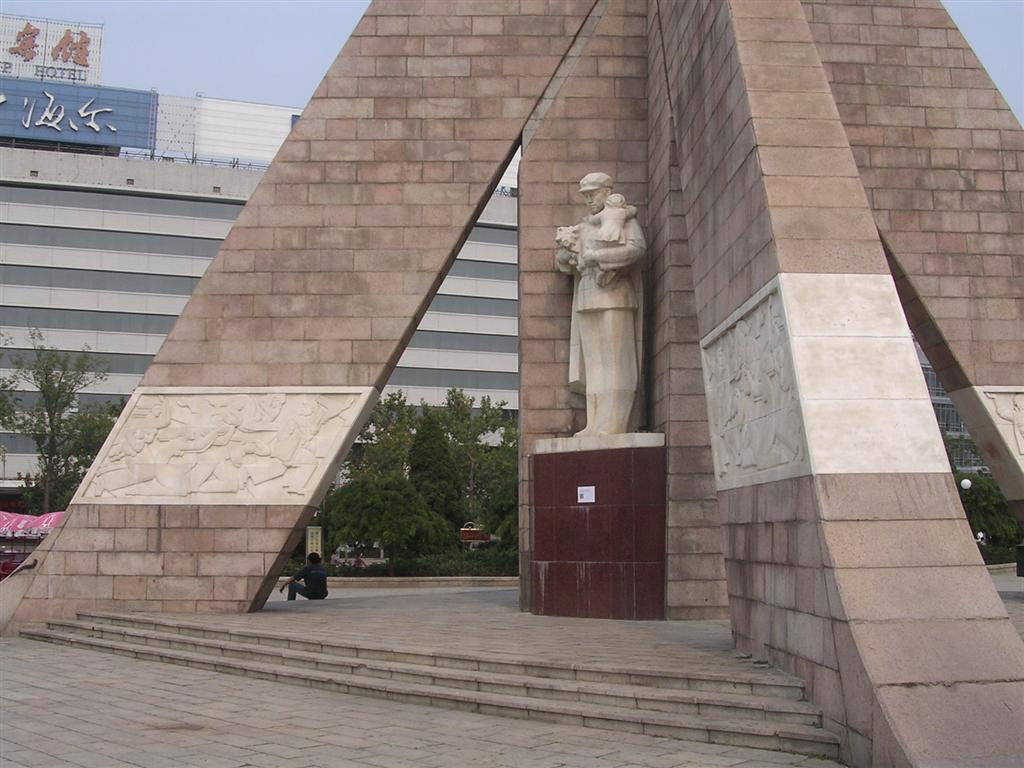
Мемориал в Тяньцзине в память о погибших в Таншаньском землетрясении

Землетрясение в Таншане (кит. 唐山大地震) — природная катастрофа, произошедшая в китайском городе Таншане (провинция Хэбэй) 28 июля 1976 года. Землетрясение магнитудой 8,2 по шкале Рихтера или 7,5 по шкале Канамори. Одна из крупнейших природных катастроф XX века. По официальным данным властей КНР, количество погибших составило 242 419 человек.
В 03:42 по местному времени город был разрушен сильным землетрясением, гипоцентр которого находился на глубине 22 км. Разрушения имели место также и в Тяньцзине и в Пекине, расположенном всего в 140 км к западу. Вследствие землетрясения около 5,3 миллионов домов оказались разрушенными или повреждёнными настолько, что в них невозможно было жить. Несколько афтершоков, сильнейший из которых имел магнитуду 7,1, привели к ещё бо́льшим жертвам.
От первого толчка рухнуло более 90 % всех городских построек. Через 15 часов после него последовал мощный афтершок с М=7,1 похоронивший под обломками рабочих по расчистке завалов и тех, кто оказался в ловушке, оставшись в живых после первого удара. Сильные афтершоки возникали вплоть до 1 августа. Всего их было зарегистрировано около 130 с магнитудами до 4,5 по шкале Рихтера. Землетрясение ощущалось на удалении до восьмисот километров от эпицентра. Масштаб разрушений и число жертв оказались беспрецедентными. Город практически сравнялся с землёй. Некоторые районы покрылись множеством огромных трещин. Одна из таких трещин поглотила здание больницы и переполненный пассажирами поезд.
Огромное число человеческих жертв было обусловлено тем, что главный удар произошёл ночью, когда почти все жители спали, и тем, что жилые постройки были низкого качества и перенаселены. По мнению начальника Шанхайского городского сейсмологического управления Чжан Цзюня, основной причиной колоссальных разрушений стало отсутствие необходимых мер сейсмозащиты при строительстве. Такие мероприятия должны реализовываться во всем процессе градостроительства — от проектирования и строительства до реконструкции зданий.
В наше время в центре Таншаня о землетрясении напоминает стена, а также информационный центр, посвящённый землетрясениям. Он является своеобразным музеем, единственным музеем Китая по этой тематике.
Землетрясение в Таншане является вторым в истории по количеству жертв после землетрясения в Шэньси в 1556 году.
Катастрофа легла в основу сюжета художественного фильма «Землетрясение» режиссёра Фэн Сяогана.